# Revue automobile
Ne doit pas être confondue avec La Revue Automobile, éditée par la SAS française LR Média.
Revue automobile (RA) est un journal hebdomadaire francophone édité en Suisse à Granges en parallèle à son homologue hebdomadaire alémanique l'Automobil Revue (AR).

## Histoire
Fondé en 1906 par l'ingénieur allemand Otto Richard Wagner, il est le premier journal de Suisse et d'Europe continentale consacré à l'automobile. Il paraît tous les jeudis. Sa ligne éditoriale se veut exhaustive et engagée en traitant l'actualité, la politique des transports et le sport automobile tout en fournissant un contenu pointu et spécialisé sur la production automobile mondiale à l'aide d'essais notés et détaillés.
Propriété tout d’abord de la maison d’édition Hallwag, puis Espace Media Group, la Revue Automobile a été rachetée par Tamedia par l'intermédiaire de la société FMM Fachmedien jusqu'en 2011. Le 1er septembre 2011, le titre devient propriété de la maison d'édition MoMedia, avant que celle-ci ne cède la Revue Automobile à la société Aboflor AG en 2016. Depuis le 1er avril 2019, la Revue Automobile est propriété de Denise Spörri-Müller, qui crée la société Automobil Revue AG.